# Salvatore Greco dei Chiaramonte
Salvatore Greco dei Chiaramonte, marchese di Valdina (Mineo, 2 maggio 1835 – Roma, 10 febbraio 1910), è stato uno schermidore, patriota, volontario garibaldino e maestro d'armi italiano.

## Biografia
Nacque a Mineo, in provincia di Catania, il 2 maggio 1835, dall'usciere percettoriale Girolamo e da Ignazia Mandrà, di cui era ultimo di sei figli. La sua famiglia era imparentata con la nobile stirpe dei Chiaramonte, e lo stesso Greco aveva il titolo nobiliare di marchese di Valdina.
Laureato in chimica all'Università di Catania nel 1862, nel periodo degli studi maturò idee rivoluzionarie e subì persecuzioni da parte delle autorità borboniche. Aderì alla causa risorgimentale nel 1856, e fu tra i capi dell'insurrezione anti-borbonica a Catania del 1860, dove cacciò le truppe del generale Clary; divenuto camicia rossa dopo lo sbarco in Sicilia dei Mille guidati da Giuseppe Garibaldi, si unì a costoro e partecipò alle battaglie di Messina, poi in Calabria e nel Lazio. Il suo motto era Italia una e Vittorio Emanuele, e il Greco seguì Garibaldi anche in altre battaglie, quali quella dell'Aspromonte del 1862, di Bezzecca del 1866, di Mentana del 1867, alla guerra franco-prussiana del 1870-71, alla guerra turco-slava in Montenegro nel 1876, in cui con il grado di colonnello guidò un corpo di spedizione formato da volontari siciliani in sostegno dei patrioti locali contro l'occupante ottomano.
Nella vita civile, Greco praticava la scherma, e nel periodo delle insurrezioni insegnava ai volontari a duellare con ogni tipo di arma, dalla sciabola alle armi da fuoco. Dopo la spedizione in Montenegro, Greco si stabilì a Roma, dove nel 1878 rilevò la "Sala d'Armi" del maestro Gaetano Emanuele, marchese di Villabianca, in via del Seminario. Alla sua morte, avvenuta in Roma il 10 febbraio 1910, l'accademia di scherma venne gestita dai figli Agesilao (1866-1963) e Aurelio Greco (1879-1954), anch'essi schermidori. L'Accademia prese in seguito il nome di Accademia d'Armi Musumeci Greco 1878.

### Menzioni
(Nava, commissario prefettizio di Messina. Messina 22 aprile 1922)
(Armando Diaz, duca della Vittoria e Maresciallo d'Italia. Roma, 6 febbraio 1925)
(Vincenzo Casagrandi, presidente della Società di storia patria per la Sicilia orientale. Palermo, febbraio 1925)